# Milan Tučić
Milan Tučić, slovenski nogometaš, * 15. avgust 1996, Ljubljana.
Tučić je profesionalni nogometaš, ki igra na položaju napadalca. Od leta 2025 je madžarskega kluba Újpest. Pred tem je igral za slovenska kluba Rudar Velenje in Bravo, belgijski OH Leuven in japonski Hokaido Consadole Saporo. Skupno je v prvi slovenski ligi odigral 114 tekem in dosegel 40 golov. V letih 2017 in 2018 je odigral šest tekem in dosegel dva gola za slovensko reprezentanco do 21 let.